# Muerte de un ciclista
 Muerte de un ciclista és el títol d'una pel·lícula italo-espanyola de Juan Antonio Bardem estrenada el 1955. Aquesta pel·lícula va ser l'objecte de la censura franquista.

## Argument
Esposa d'un ric industrial, Maria-Jose és l'amant d'un professor d'universitat, Juan. En un dels seus passejos amb cotxe, ella mata accidentalment un obrer que va en bicicleta i fuig. Profundament trastornat, el seu amant intenta convèncer-la de reconèixer a la policia la seva culpabilitat. Després d'una explicació tempestuosa, Maria-Jose fingeix acceptar. Però, havent portat Juan al lloc de l'accident, l'acaba assassinant, atropellant-lo amb el seu cotxe. Tement perdre l'avió que ha de prendre per acompanyar el seu marit, condueix a gran velocitat, intenta evitar un ciclista i cau en un barranc.

## Repartiment
- Lucia Bosè: María Jose de Castro
- Alberto Closas: Juan Fernandes Soler
- Carlos Casaravilla: Rafà
- Otello Toso: Miguel

## Premis
- premi FIPRESCI, Festival Internacional de Cinema de Canes 1955

## Comentari
- La intriga qui hauria pogut ser l'objecte, o d'un pur melodrama mundà, o d'una pel·lícula negra, és essencialment tractat per Juan Antonio Bardem com un mirall, revelador dels costums burgesos espanyols sota el franquisme. Una pel·lícula d'estil visual refinat, en el qual destacarà en la presència captivadora de Lucia Bosè. Si s'ha parlat, a propòsit d'aquesta pel·lícula, d'una semblança amb Crònica d'un amor de Michelangelo Antonioni, es deu molt a l'actuació de l'actriu italiana. Per a George Sadoul, la pel·lícula es «lliga sobretot al realisme crític de les millors novel·les espanyoles de 1880-1930. »